# ときめきメモリアル Girl's Side 3rd Story
『ときめきメモリアル Girl's Side 3rd Story』（ときめきメモリアル ガールズサイド サードストーリー）は、コナミデジタルエンタテインメント（コナミ）が2010年6月24日にニンテンドーDS向けに発売した女性向け恋愛シミュレーションゲーム。
キャッチコピーは、「女子のときメモ。」。
2012年3月15日には『ときめきメモリアル Girl's Side Premium 3rd Story』のタイトルでPlayStation Portable用ソフトとして発売された。また、2024年2月14日にはHD解像度化や高音質化が行われたNintendo Switch版『ときめきメモリアル Girl’s Side 3rd Story for Nintendo Switch』がダウンロード専用ソフトとして発売された。

## ゲーム内容
本作はシリーズ初の任天堂のゲーム機における完全新作となる。
『Girl's Side』シリーズの第3作。『ときめきメモリアル Girl's Side』から7年後のはばたき市、及びはばたき学園を舞台に学園の生徒として高校生活3年間を過ごし、卒業式の日に男性キャラクターから告白されるのがプレイヤーの目的である。
新しいシステムとして、男性キャラクターの特定の2名の組み合わせで主人公を奪い合う展開になる「三角関係モード」がある。このときの主人公の行動によってエンディングが変わる。
また「親友モード」もあり、エンディング数が増えている。このためときめきメモリアルシリーズでおなじみだった爆弾がほとんど発生しない。
PSP版では、Live2Dによるアニメーションが導入された。

## 登場キャラクター
7年後のはばたき学園では制服が変更されており、ゲーム中でも主人公たちは新制服で登場している。（主な変更は男子はズボンの色、女子はセーラー服からブレザー、体操服もマイナーチェンジしている）
主人公
プレイヤーの分身。名前を自由に入力することができるが、キャラクターの一人である花椿カレンが主人公に「バンビ」と愛称をつけ、カレンや宇賀神みよから呼ばれることになる。
幼い頃にはばたき市に住んでおり、桜井兄弟とは幼なじみで教会でかくれんぼをして遊んでいた。

### 男性キャラクター
桜井 琉夏（さくらい るか）
声 - 杉田智和
7月1日生まれ、血液型O型。身長178cm、体重64kg。
好きな色はアクアブルー。
明るくやんちゃな性格で女子生徒から人気がある。実家を出て、兄の琥一と2人で暮らしている。普段は飄々とした態度をとるが、ときおり寂しげな様子を見せる。幼い頃に引越していった主人公のことをはっきり覚えており、最初から好意的である。大したことをせずとも基準以上にできる天才肌ではある一方、文章を読んで考えるなどの国語は赤点を取るほど苦手。
卒業後はアルバイトを続けながら一流大学進学を目指す。また、エンディングによっては琥一との同居生活を継続する。
桜井 琥一（さくらい こういち）
声 - 諏訪部順一
5月19日生まれ、血液型A型。身長189cm、体重73kg。
趣味はバイク。 好きな色はオレンジ。
琉夏の兄。ニヒルで乱暴な性格をしている。
ケンカが強いこともあって周りから恐れられているが、実際は義理堅いうえに情に厚く、心優しいところもある。
卒業後は実家の手伝いをするが、一部のエンディングでは琉夏と今までの生活を続ける。
不二山 嵐（ふじやま あらし）
声 - 宮下栄治
9月8日生まれ、血液型AB型。身長177cm、体重70kg。
好きな色は青。
柔道好きの男子生徒で、かなりの実力を持つ。はばたき学園には柔道部がなかったため、自ら部を立ち上げた。
まっすぐな性格をしており、他人との接し方は体育会系のノリである。要領よく何でもこなし、たとえば学業においては赤点を取らない程度の点数を取る。その一方で、天然ボケの一面もある。
卒業後は一流体育大学に進学する。
新名 旬平（にいな じゅんぺい）
声 - 私市淳
11月25日生まれ、血液型B型。身長173cm、体重58kg。
好きな色はピンク。
ひとつ年下の後輩。明るい性格をしており、友達が多い。その一方、文武両道で、入試は首席合格だった。
流行りものが大好きで、1stに登場した葉月珪の大ファンでもある。
ゲームの進行によっては柔道部に入部する。
主人公卒業後は3年生に進級し、柔道部に所属している場合は部長に就任する。
紺野 玉緒（こんの たまお）
声 - 千葉進歩
1月19日生まれ、血液型O型。身長181cm、体重65kg。
趣味はお笑い鑑賞。 好きな色は緑。
はばたき学園の生徒会長で、主人公にとっては一学年上の先輩にあたる。
温厚な性格と、面倒見の良さなどから、生徒達から厚く信頼されている。 1stに登場した、紺野珠美は姉にあたる。
運動は基本的に苦手だがスキーだけは得意。
卒業後は一流大学に進学する。
設楽 聖司（したら せいじ）
声 - 立花慎之介
2月17日生まれ、血液型A型。身長170cm、体重53kg。
好きな色は紫。
ひとつ年上の先輩で、裕福な家の出身である。
普段は紳士的な態度をとるものの、神経質な一面を持つ。感性が優れており、ピアノが得意。
卒業後は一流音楽大学に進学し、主人公が卒業後はパリに留学する。
春日 太陽（かすが たいよう）
声 - 井口祐一
3月17日生まれ、血液型B型。身長158cm、体重48kg。
隠しキャラの一人。主人公より2学年下の後輩であり、はばたき学園中等部に在学している。気弱だが誰よりも野球を愛しており、学校でも野球部に所属している。
藍沢 秋吾（あいざわ しゅうご）
声 - 草尾毅
10月29日生まれ、血液型O型。身長183cm、体重70kg。
隠しキャラの一人。小説家。本屋で彼の作品を見つけたことがきっかけで交流がはじまる。
はばたき学園のOBで、氷室零一の教え子。
平 健太（たいら けんた）
声 - 菅沼久義
8月8日生まれ、血液型A型。身長174cm、体重58kg。
隠しキャラの一人で、2周目以降から登場する。主人公のクラスの同級生。主人公に恋をする、どこにでもいる普通の少年。
卒業後は二流大学に進学する。
大迫 力（おおさこ ちから）
声 - 市来光弘
4月3日生まれ、血液型A型。身長161cm、体重53kg。
主人公のクラスの担任であり、現代国語を担当している。 今作でのサポートキャラであると同時に、隠しキャラでもある。
童顔かつ体格は小柄だが、琥一より足は速く、力も不二山が驚くほど強い。また、体力に自信をもっており、不二山が柔道部を立ち上げる際には顧問を引き受ける。熱血漢で、生徒への想いが強い。
蓮見 達也（はすみ たつや）
声 - 松野太紀
6月9日生まれ。身長174cm、体重54kg。
PSP版の追加キャラクター。『2nd Kiss』の舞台である羽ヶ崎学園の生徒で、主人公と同級生。おしゃれな今時の学生であると同時に、根拠のない自信に満ち溢れている。

### 女性キャラクター
宇賀神 みよ（うがじん みよ）
声 - 後藤沙緒里
10月20日生まれ、血液型O型。身長152cm。
美術部員で、カレンとは中学時代からの友人。おとなしくミステリアスな雰囲気を持つ。
占い好きで、周囲からはよく当たると評判であるほか、時には主人公の恋愛の相談相手にもなる。
卒業後は二流大学に進学する。
花椿 カレン（はなつばき カレン）
声 - 小清水亜美
7月16日生まれ、血液型B型。身長170cm。
主人公の友人の一人で、前々作に登場した花椿吾郎の親戚にあたる。ファッションのセンスが高く、モデルもしている。女子からも人気である。
みよとは中学時代からの友人。部活動ではバレー部に所属している。
卒業後はファッションの勉強をするためにニューヨークに留学する。

### その他のキャラクター
氷室 零一（ひむろ れいいち）
声 - 子安武人
11月6日生まれ、血液型A型。身長188cm、体重70kg。
主人公の学年主任で吹奏楽部顧問。自分にも他人にも厳しい性格。 前々作では主人公の担任教師で攻略対象として登場。
天之橋 一鶴（あまのはし いっかく）
声 - 小杉十郎太
2月5日生まれ、血液型B型。身長182cm、体重72kg。
はばたき学園理事長。 前々作では攻略対象として登場。
赤城 一雪（あかぎ かずゆき）
声 - 野島健児
12月8日生まれ。いて座。血液型B型。身長173cm。体重59kg。
はばたき学園の先代生徒会長 前作では攻略対象として登場。
花椿 吾郎（はなつばき ごろう）
前々作から登場。
世界的に有名なファッションデザイナー。
花椿 姫子（はなつばき ひめこ）
前作から登場。
ファッションリーダーである、花椿吾郎の遠縁。昔から羽ケ崎学園にいる謎の存在。
尽（つくし）
前々作の主人公（プレイヤー）の弟。今作の紺野玉緒とは小学校の同級生。
益田 義人（ますだ よしひと）
声 - 大倉正章
前々作から登場。氷室零一の学生時代からの友人、ジャズバーを経営している。

## 制作
三角関係およびW大接近といった新システムの導入により、シナリオの量が予想の倍になったためしんどかったと『Girls' Side』シリーズのプロデューサーを務めた内田明理は公式ページの座談会の中で振り返っている。
内田は、琉夏と琥一のシナリオは家族や兄弟を題材とすることが最初から決まっており、かつ普段の生活の中で起こりうるつらい出来事を題材とする分インパクトのある話になることはある程度予感していたとしつつも、彼らのシナリオを手掛けているときは非常に重い気分になったとも話している。
また、三角関係によるシナリオの分岐に際し、一方が不幸になったまま、退場するという事態を避けるため、内田と谷口で話し合い、分岐パターンを総当たりするなどして、内容を検討した。
ADVイベントは、内田の提案によるものである。
また、内田はADVイベントを導入したことにより、キャラクターの内面を語ることができ、物語やキャラクターに深みを与えることができたと述べている。加えて、内田は、通常の会話では違和感のない流れにしつつも、適度に情報を入れなければいけないため非常に大変だったため、ADVイベントのほうが文字あたりの進捗スピードが大幅に速かったとも話している。
当初、ADVイベントは、製品版で採用されたものとは別に、特定の日付になったら解放される形式が検討されていた。
ところが、この形式では視点が分散するという難点があり、この時点ではADVイベントが受け入れられるか否かはっきりしなかったため、ユーザーが遊んでいて煩わしさを感じるおそれのあるものは排除しようという観点から、見送られた。

### セッティング・キャスティング
主役の琥一のデザインには細心の注意が払われた。
初期案における紺野は裸眼という設定だったが、眼鏡をかけたキャラクターが他にいなかったため、眼鏡が付与された。
また、隠しキャラクターの平は特徴がないというコンセプトで作ったため、小松原は座談会の中で、平のデザインには苦労したとしつつも、汎用キャラクターを少し整えるイメージでデザインしたら意外と楽しかったとも話している。
主人公の女友達であるみよは、目を丸く描くと無個性になるため、過剰なまでに目じりを上げて個性を出しつつも、サブキャラクターとして個性を出すよう注意が払われた。
カレンは、歌劇団をモチーフとしつつも、少女漫画のような「素敵な先輩」として描くと非現実的になってしまうため、素敵な見た目に反しオッサンぽいキャラクターとして設定された。
同様の理由から、カレンの髪型は劇団の男役のように、ボリューム感のある短髪に設定された。

### PSP版
PSP版の制作は、ユーザーの要望がきっかけで行われた。
PSPはDSよりも解像度と音質が良いことから、オリジナル版との区別化もかねて、2Dを3Dのように見せる「Live2D」が導入された。
「アプローチモード」は、オリジナル版の「スキンシップ」の代わりとして導入されたシステムであると同時に、アプローチの成功によって天使か悪魔の羽が出る「きまぐれプレイ」とも関連している。
このシステムを導入した理由について、内田は主人公になり切ってプレイしているプレイヤー、特に「仲の良いAを嫉妬させるため、別人のBとデートする」というプレイスタイルを通じて悪女気分を味わう者も多いことから、そこを盛り上げるために導入したと電撃オンラインによる開発者インタビューの中で説明している。
また、本作のキャラクターデザインを務めた小松原里枝子は、このシステムについて不正解の選択肢を選んでも楽しめる遊び要素であると前述のインタビューの中で説明している。
さらに、PSP版では男性キャラクターの日々の暮らしの描いた「ボーイズライフ」が増えた。
PSP版のシナリオでは、各種イベントが追加され、その中にはスタッフやユーザーからの要望で追加されたものもある。
たとえば、桜井兄弟の場合は料理に関するエピソードが増えたほか、ゲーム序盤に主人公とデートした後のエピソードがADVイベントとして収録されている。
また、オリジナル版では強面のキャラクターが多かったことへの反省から、新キャラクターとして、蓮見達也が登場した。
蓮見はこれまでとは異なる等身大のキャラクターとして描かれていると同時に、思春期特有の根拠のない自信をもったキャラクターとして描かれている。

## 反響
小松原は、発売前からファン同士のネットワークで広がり、発売直後から情報が素早く拡散したと公式ページの座談会の中で述べている。
また小松原は、発売から2週間後にインターネットで意見を聞いた際、あっという間に攻略されていて驚いたとも話しており、座談会に同席していた『Girls' Side』シリーズのディレクターの谷口淳一と、同シリーズプロデューサーの内田明理も同意している。
谷口は三角関係やW大接近といった新しいシステムを楽しんでいるという声を聴いてすごくうれしいと述べている。
また、谷口は三角関係システムについて発売後にユーザーから「どちらか片方と別れるのはつらい」とか「せつない」といった言葉が多数寄せられたと話しつつも、そのような部分も含めて恋愛シミュレーションを楽しみたいという考えがあったので、このシステムの導入は成功だと受け止めており、小松原と内田も同意している。

## 評価
ライターのマフィア梶田は4Gamer.netに寄せたレビューの中で、ファッション関連のシステムが男性向け作品とは比べ物にならないほど作りこまれており、男性の自分でも楽しめると評価し、本作の独自要素の魅力であるとも話している。